# يان فرانك
يان فرانك (مواليد 14 أبريل 1960) هو ملاكم تشيكوسلوفاكي، مثّل بلاده في الألعاب الأولمبية الصيفية 1980.

## روابط خارجية
يان فرانك على موقع بوكس ريك (الإنجليزية) (registration required)
- يان فرانك على موقع اللجنة الأولمبية الدولية (الإنجليزية)
- يان فرانك على موقع أوليمبيديا (الإنجليزية)
- يان فرانك على موقع اللجنة الأولمبية التشيكية (التشيكية)